# Здание пансиона и церкви Алексеевского реального училища
Здание пансиона и церкви Алексеевского реального училища находится в историческом центре Екатеринбурга, является памятником архитектуры, расположен по адресу: проспект Ленина, д. 13.

## Описание
Пансион и церковь Алексеевского училища представляет собой двухэтажное здание из красного кирпича, построенное по проекту архитектора Ю. О. Дютеля в 1897—1901 гг.
Первоначально в здании проживали воспитанники Алексеевского реального училища. В настоящее время в здании располагается мужской хоровой колледж.
Является объектом культурного наследия регионального (областного) значения «Алексеевское реальное училище».